# 1936年夏季奧林匹克運動會摔跤比賽

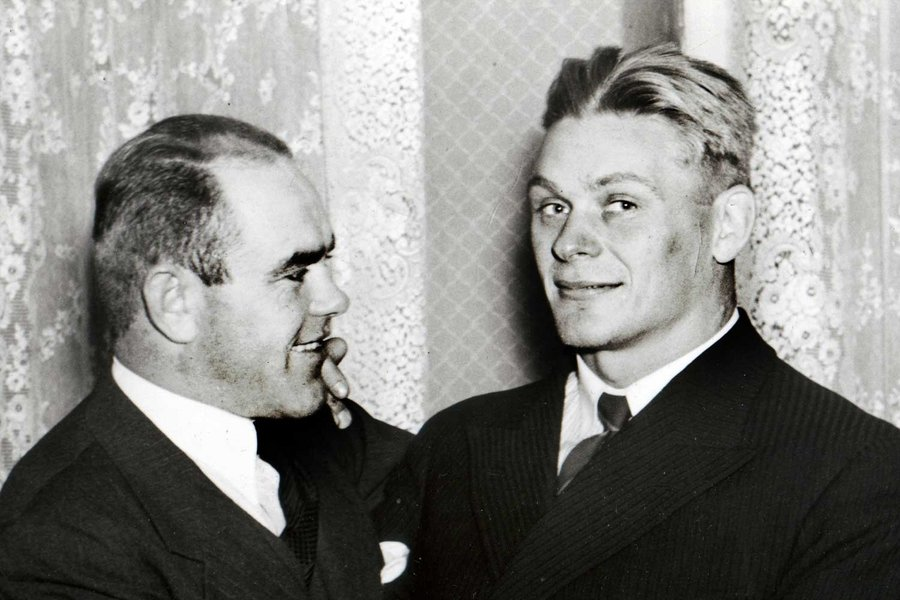
爱沙尼亚选手奥古斯特·尼奧（左）和克里斯蒂安·帕卢萨卢在1936年奥运会上古典式和自由式摔跤比赛中均获得奖牌

1936年夏季奥林匹克运动会摔跤比赛于1936年8月2日至8月9日在德国柏林德意志會堂进行，比赛共分为14个男子小项，古典式和自由式各7个。

## 奖牌榜
| 排名                      | 国家 / 地区               | 金牌 | 銀牌 | 銅牌 | 总计 |
| ------------------------- | ------------------------- | ---- | ---- | ---- | ---- |
| 1                         | 瑞典（SWE）               | 4    | 3    | 2    | 9    |
| 2                         | 匈牙利（HUN）             | 3    | 0    | 1    | 4    |
| 3                         | 芬兰（FIN）               | 2    | 1    | 3    | 6    |
| 4                         | 爱沙尼亚（EST）           | 2    | 1    | 2    | 5    |
| 5                         | 美国（USA）               | 1    | 3    | 0    | 4    |
| 6                         | 土耳其（TUR）             | 1    | 0    | 1    | 2    |
| 7                         | 法国（FRA）               | 1    | 0    | 0    | 1    |
| 8                         | 德国（GER）               | 0    | 3    | 4    | 7    |
| 9                         | 捷克斯洛伐克（TCH）       | 0    | 2    | 0    | 2    |
| 10                        | 拉脱维亚（LAT）           | 0    | 1    | 0    | 1    |
| 11                        | 加拿大（CAN）             | 0    | 0    | 1    | 1    |
| 总计（共11个国家 / 地区） | 总计（共11个国家 / 地区） | 14   | 14   | 14   | 42   |

## 奖牌得主

### 自由式
| 项目     | 金牌                                | 银牌                                  | 铜牌                                |
| 雏量级   | 宗博里·厄登 · 匈牙利（HUN）         | 罗斯·弗勒德 · 美国（USA）             | 约翰内斯·赫伯特 · 德国（GER）       |
| 次轻量级 | 库斯塔·皮赫拉亚迈基 · 芬兰（FIN）   | 弗朗西斯·米勒德 · 美国（USA）         | 约斯塔·弗伦德福什 · 瑞典（SWE）     |
| 轻量级   | 卡尔帕蒂·卡罗伊 · 匈牙利（HUN）     | 沃尔夫冈·埃尔 · 德国（GER）           | 赫尔曼尼·皮赫拉亚迈基 · 芬兰（FIN） |
| 次中量级 | 弗兰克·刘易斯 · 美国（USA）         | 图勒·安德松 · 瑞典（SWE）             | 乔·施莱默尔 · 加拿大（CAN）         |
| 中量级   | Emile Poilvé · 法国（FRA）          | 理查德·沃利瓦 · 美国（USA）           | 艾哈迈德·基雷奇契 · 土耳其（TUR）   |
| 次重量级 | 克努特·弗里德尔 · 瑞典（SWE）       | August Neo · 爱沙尼亚（EST）          | 埃里克·西伯特 · 德国（GER）         |
| 重量级   | Kristjan Palusalu · 爱沙尼亚（EST） | 约瑟夫·克拉普赫 · 捷克斯洛伐克（TCH） | Hjalmar Nyström · 芬兰（FIN）       |

### 古典式
| 项目     | 金牌                                | 银牌                                | 铜牌                            |
| 雏量级   | 勒林茨·马顿 · 匈牙利（HUN）         | 埃贡·斯文松 · 瑞典（SWE）           | 雅各布·布伦德尔 · 德国（GER）   |
| 次轻量级 | 亚沙尔·埃尔坎 · 土耳其（TUR）       | 阿尔内·雷尼 · 芬兰（FIN）           | 埃纳尔·卡尔松 · 瑞典（SWE）     |
| 轻量级   | 劳里·科斯凯拉 · 芬兰（FIN）         | 约瑟夫·赫尔达 · 捷克斯洛伐克（TCH） | Voldemar Väli · 爱沙尼亚（EST） |
| 次中量级 | 鲁道夫·斯韦德贝里 · 瑞典（SWE）     | 弗里茨·舍费尔 · 德国（GER）         | 埃诺·维尔塔宁 · 芬兰（FIN）     |
| 中量级   | 伊瓦尔·约翰松 · 瑞典（SWE）         | 路德维希·施魏克特 · 德国（GER）     | 保洛塔什·约瑟夫 · 匈牙利（HUN） |
| 次重量级 | 阿克塞尔·卡迪埃尔 · 瑞典（SWE）     | Edvīns Bietags · 拉脱维亚（LAT）    | August Neo · 爱沙尼亚（EST）    |
| 重量级   | Kristjan Palusalu · 爱沙尼亚（EST） | 约翰·尼曼 · 瑞典（SWE）             | 库尔特·霍恩菲舍尔 · 德国（GER） |

## 参赛国家和地区
本赛共有来自29个国家和地区的200名运动员参加：
- （3）
- 奥地利（7）
- 比利时（11）
- 加拿大（5）
- 捷克斯洛伐克（13）
- 丹麦（5）
- 埃及（3）
- 爱沙尼亚（8）
- 芬兰（13）
- 法国（10）
- 德国（14）
- 英国（6）
- 希腊（4）
- 匈牙利（12）
- 印度（3）
- 意大利（10）
- 日本（5）
- 拉脱维亚（3）
- 卢森堡（1）
- 挪威（3）
- 菲律宾（1）
- 波兰（3）
- 罗马尼亚（5）
- 南非（2）
- 瑞典（14）
- 瑞士（13）
- 土耳其（11）
- 美国（7）
- 南斯拉夫（5）[2]